# Лоларди
Лола́рди — прихильники релігійного вчення доби середньовіччя (XIV ст.), яке виникло в Антверпені (нині Бельгія) і поширилося на інші країни. В Англії так називали у 1360—1381 роках послідовників Джона Болла. У своїх проповідях таврували багатства і пороки духовенства, вимагали скасування церковної десятини, конфіскації церковного майна, скасування церковної ієрархії тощо. Після 1382 року в Англії так стали називати послідовників мислителя Джона Вікліфа, який критикував католицьку церкву, заперечував головування папи в духовних питаннях, виступав проти світської влади папства.

## Передумови виникнення руху лолардів
В англійській історії селянське повстання Уота Тайлера було не ізольованим явищем, а одним з ланок логічно взаємопов'язаного ланцюга з безліччю спалахів народного обурення — повстань, бунтів, актів непокори і інших форм протесту, вирвавших у правителів країни ряд послідовних реформ, які в кінцевому результаті призвели до утворення сучасного суспільства. І хоча, взяті окремо, ці протести, як правило, не добивалися поставлених цілей, кожен з них вносив свою лепту, якою б малою вона не була, в створення таких соціальних умов, при яких держава вважала для себе більш безпечним піти по шляху поступок і введення тих чи інших реформ. 
В 1194 p., у зв'язку з необхідністю в короткий термін зібрати величезну суму для викупу англійського короля Річарда І, полоненого герцогом Австрійським, уряд обклав додатковим податком все населення і перш за все багатюще місто країни — Лондон. На зборах вільних громадян у церкві св. Павла Вільям Фітц Озберт публічно засудив нові побори, назвавши їх грабіжницькими і звинувативши багатих купців і ольдерменів в тому, що вони перекладають свою частку на плечі трудового народу. Юстиціарій, яким на той час був не хто інший, як архієпископ Кентерберійський Хьюберт Волтер, наказав заарештувати Фітц-Озберта і послав для цього озброєний загін. Пішла запекла сутичка, в якій один із солдатів був убитий. Вільям Фітц Озберт разом з дев'ятьма прихильниками зумів сховатися в церкві Сент-Мері-ле-Боу, отримавши тим самим право на притулок. Однак архієпископ не зважив з віковою традицією і наказав підпалити церкву. Задихаючись від диму, Фітц-Озберт і його товариші вискочили на вулицю і після недовгого опору були схоплені. Незважаючи на важке поранення, отримане Вільямом під час сутички, його прив'язали до кінського хвоста і протягли по кам'яній бруківці до Тауера, а звідти — після винесення смертного вироку — в Смітфілд, де разом з іншими засудженими закували в кайдани і повісили в присутності великої кількості людей. Розповідають, що пізніше лондонці забрали ланцюга, частини шибениці і навіть верхній шар землі, на якій стояв Вільям Довга Борода, як святу реліквію. Простий люд ходив на це місце молитися; з вуст в уста передавалися оповіді про що відбувалися там «чудеса».
Такою була доля деяких з перших англійців, які віддали життя в 1196 г. в ім'я справедливості і простого народу. Як писав в наступному столітті історик Матвій Паризький, «Вільям Довга Борода загинув за праве діло захисту будинків. Якщо борців за цю справу можна вважати мучениками, то по справедливості ніхто не заслужив цієї честі більше його». Численні акти непокори і народного протесту, без сумніву, постійно відбувалися по всій країні, але вони ніким не реєструвалися і, як правило, не виходили за межі тієї чи іншої місцевості. В середні століття католицька церква була не тільки найбільшим в країні землевласником, роботодавцем і володарем душ, але також і відділенням всесильної світової організації — папства, які не визнавали над собою ніякого контролю з боку держави, що не боялися з цього приводу вступати в конфлікт зі світськими властями і щорічно вивозили в свій римський центр величезні суми державних грошей. Оскільки в непорушності «богом даного» соціального устрою, так само як і поняття «священність можновладців», була в першу чергу зацікавлена сама церква, будь-які реформи чи свободи повинні були вільно чи мимоволі виходити насамперед із повалення певних догматів віри: спочатку з боку освічених теологів і філософів, а потім — радикально налаштованих мирян, які несли нові вчення в народ. Таким чином, в силу об'єктивних умов прогресивна думка того часу виявилася тісно пов'язаною з антирелігійною боротьбою.

## Вчення Джона Вікліфа
Одним з найбільш відомих критиків церкви в Англії періоду середньовіччя був священик Джон Вікліф. Освічений богослов, який займав почесний пост майстра оксфордського Бейлліол-Коледж, в своїх лекціях, статтях і проповідях пристрасно виступав проти деяких аспектів церковного буття, звинувачуючи церкву в відході від простої духовності, що пропонується Святим Письмом, і заперечуючи її право прагнути як до тлінних земних багатств, так і до політичної влади. Він погоджувався з божественним походженням світської влади, але при цьому стверджував, що коли можновладці впадають в земній гріх, вони втрачають "божу милість" і позбавляються священність своєї влади.
На переконання Вікліфа, багатства монастирів слід використовувати для полегшення тяжкого становища нужденних; духовенство ж має жити на кошти, одержувані від десятини і добровільних дарів. Він також наполягав на тому, що декрети Папи мають силу тільки тоді, коли вони знаходяться у відповідності зі Святим Письмом, читання якого має стати доступним кожному громадянину країни: в ті часи Біблія видавалася на латинській мові, тому читання її в оригіналі було обмежено вузьким колом вищого духовенства, яке на власний розсуд "інтерпретувало" окремі положення "божого слова". 
Вікліфу також належить ідея "зумовленості згори", яка згодом зіграла важливу роль у визначенні ступеня прав і влади особистості в суспільстві. Відповідно до неї, кожній людині бог ще до народження підготував або порятунок, або вічне прокляття, причому під час земного життя знати свою майбутню долю не дано нікому, навіть самому папі. Отже, чи можна говорити про священну владу, наприклад того ж тата, якщо він сам не знає, чи не осудив його господь на вічне прокляття?
В 1374р. в своїх коментарях до "Civili Domini" він пише: "Перш за все загальним повинно бути все благо Боже, і кожному належить перебувати в милості Божої ... Але цього не станеться до тих пір, поки все у людей не стане загальним: отже, загальним має бути все ".
Являючи собою класичний тип вченого-богослова, пишучи теологічні праці на латинській мові для інших богословів і все своє життя дотримуючись консервативних політичних поглядів, Вікліф, однак, в чималому ступені сприяв пробудженню людського розуму, підштовхуючи його до безперервного пошуку нових, більш досконалих форм державного і суспільного устрою.
Церква, звичайно, не залишила без уваги цю сторону його діяльності, спочатку оголосивши його вчення єрессю, а потім, після того як він виступив з публічним запереченням переісточення, вигнала з Оксфорда. Втім, тоді впливові друзі Вікліфа серед правлячої еліти врятували його від страшного покарання за єресь, і в кінцевому підсумку він мирно помер у власному ліжку. 
Чи погляди Вікліфа надалі справили безпосередній вплив на вождів повстання Уота Тайлера чи ні, залишилося невідомим, але безслідно вони не минули: після його смерті на їх основі сформувався широкий народний рух лолардів.

## Рух лолардів
Спочатку лоларди виникли як розрізнена купка "бідних священиків", але в міру того, як вони поширювали доктрини Вікліфа на соціальні аспекти буття, до них приєднувалося багато мирян, які займалися проповідництвом, не будучи присвяченими служителями, тобто фактично кидаючи відкритий виклик законам церкви. Вони бродили по всій країні, знаходячи притулок у співчуваючих, намагалися виявляти приклад істинно християнського життя і проповідували свої переконання на сільських галявинах, ярмарках і базарах. Лоларди вчили, що єдиною основою всіх моральних законів є Святе Письмо і що, слідуючи йому, будь-яка людина може прийти до істини без допомоги церковних служителів. Подібні погляди серйозно підривали поняття про образ церкви як про єдино можливий посередник між Богом і людиною і відігравали важливу роль в боротьбі за свободу особистості. Крім того, перебуваючи в умовах постійних переслідувань і гонінь, лоларди таємно проробили колосальну роботу з перекладу Біблії з латинської на англійську; всі поширювані екземпляри були, звичайно, переписані від руки і безжально знищувалися, як тільки потрапляли на очі церковній або світській владі.
В 1395p., зібравшись на чергову сесію, члени англійського парламенту  виявили відозву лолардів на дверях Вестмінстер-холу, і це послужило сигналом до ще більшого посилення репресій проти лолардів - їх вистежували, заарештовували і піддавали церковному суду за звинуваченням у єресі і незаконному проповідуванні. Багатьох з них змусили до публічного зречення від своїх помилок, засудили до тривалих строків тюремного ув'язнення, а деяких, наприклад священиків Вілла Соутрі і Вілла Вайта, кравця Джона Бредлі і кожум'яки Джона Клейдона, заживо спалили на багатті. Однак ідеї лолардів продовжували поширюватися, зустрічаючи співчуття і підтримку не тільки в народній масі, а й серед представників вищих станів, зокрема Джона Монтегю, графа Солсбері, та лондонського заможного купця Вільяма Істфілда.
Одним з таких представників був хертфордширський землевласник, хоробрий воїн і особистий друг короля Генріха V сер Джон Олдкастл. У 1414р. у нього виявили трактати лолардів і звинуватили в потуранні єретиків. Потім церковне розслідування визнало його винним в єресі, але дало можливість врятуватися шляхом публічного зречення від своїх помилок. Сер Олдкастл гордо відмовився, був укладений в лондонський Тауер. За допомогою друзів зумів втекти і, ховаючись у однодумців, розробив план збройної авантюри, яка полягала в тому, що він організовує викрадення королівської родини і захоплення Лондона лолардами, після чого будуть припинені всі гоніння, здійснена реформа церкви, а її багатства експропрійовані для блага всього суспільства. По всій країні прихильникам руху були розіслані послання, і незабаром до Лондону підійшли величезні натовпи людей, що складалися в основному з ремісників, майстрових і селян. Ткачі - мабуть, найбільш радикальна частина населення - зібралися на пустирі біля церкви св. Джайлза, де вони повинні були з'єднатися з лондонськими однодумцями. Однак плани повсталих стали відомі королю і той завдав удару першим: він наказав замкнути міські ворота і ізолювати всіх підозрілих мешканців. Потім загін озброєних воїнів стрімко атакував натовп на пустирі. Пішла коротка, але люта битва, в якій одягнені в броню обладунків королівські вершники не понесли ніяких втрат, в той час як повстанці, втративши багато людей пораненими і убитими, були розсіяні і відігнали від столиці. Разом з ними втік і сер Джон Олдкастл.
69 з 80 захоплених в полон лолардів, серед яких було чимало лицарів і дрібних землевласників, були засуджені до смертної кари. 13 січня 1414р. 38 засуджених прив'язали до воза для смертників і протягли від Ньюгейт до пустиря св. Джайлза і там повісили на одній шибениці. У провінціях деякий час ще спалахували місцеві бунти, але вони були подавлені. Олдкастла оголосили поза законом, однак, незважаючи на велику нагороду, обіцяну за його упіймання, він залишався на свободі ще цілих три роки.
Після придушення повстання приналежність до лолардів стала вважатися тяжким злочином, за яке поплатилася життям ще чимало людей. Зрештою був вистежений і після короткої сутички спійманий важко поранений Олдкастл; його також повісили на пустирі св. Джайлза, а потім, розклавши під шибеницею багаття, спалили тіло.
Втративши практично всіх своїх лідерів, рух лолардів не згас повністю, але, обмежуючись тепер відносно вузьким колом ковалів, теслярів і ткачів, він перестав бути загрозою для церкви і згодом, коли держава стала саме зацікавлена в прийнятті ряду нових релігійних постулатів, злився з загальнонаціональним рухом за протестантську Реформацію.